# Lekkoatletyka na Letnich Igrzyskach Olimpijskich 1900 – bieg na 800 metrów mężczyzn
Bieg na 800 m na igrzyskach olimpijskich w 1900 w Paryżu rozegrano 14 lipca (eliminacje) i 16 lipca 1900 (finał) w Lasku Bulońskim. Startowało 18 lekkoatletów z 7 krajów. Zawodnicy startowali na bieżni o obwodzie 500 m.

## Rekordy
| Rekord świata     | 1:53,4 | Charles Kilpatrick | Nowy Jork (USA) | 21 września 1895 |
| Rekord olimpijski | 2;10,0 | Teddy Flack        | Ateny (Grecja)  | 6 kwietnia 1896  |

## Eliminacje
Rozegrano trzy biegi eliminacyjne. Dwóch pierwszych zawodników z każdego biegu awansowało do finału.

### Bieg 1
| Poz.  | Zawodnik              | Kraj              | Wynik    | Uwagi |
| ----- | --------------------- | ----------------- | -------- | ----- |
| 1.    | David Hall            | Stany Zjednoczone | 1:59,0   | Q     |
| 2.    | Alfred Tysoe          | Wielka Brytania   | (1:59,4) | Q     |
| 3.    | Howard Hayes          | Stany Zjednoczone | (2:00,2) |       |
| 4.    | Maurice Salomez       | Francja           | nieznany |       |
| 5.    | Christian Christensen | Dania             | nieznany |       |
| 6.-7. | Walter Drumheller     | Stany Zjednoczone | nieznany |       |
| 6.-7. | Alexander Grant       | Kanada            | nieznany |       |

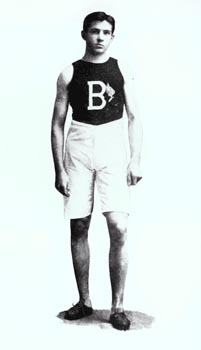
Brązowy medalista – David Hall

Hall, który ustanowił nowy rekord olimpijski, wygrał o 3 jardy z Tysoe, a Tysoe o 6 jardów z Hayesem.

### Bieg 2
| Poz.  | Zawodnik         | Kraj              | Wynik    | Uwagi |
| ----- | ---------------- | ----------------- | -------- | ----- |
| 1.    | Henri Deloge     | Francja           | 2:00,6   | Q     |
| 2.    | Zoltán Speidl    | Węgry             | (2:01,1) | Q     |
| 3.    | Justus Scrafford | Stany Zjednoczone | (2:01,8) |       |
| 4.-6. | Emilio Banfi     | Włochy            | nieznany |       |
| 4.-6. | Edward Bushnell  | Stany Zjednoczone | nieznany |       |
| 4.-6. | Harrison Smith   | Stany Zjednoczone | nieznany |       |

Deloge wyprzedził o 3 jardy Speidla, który z kolei był o 5 jardów przed Scraffordem.

### Bieg 3
| Poz.  | Zawodnik        | Kraj              | Wynik    | Uwagi |
| ----- | --------------- | ----------------- | -------- | ----- |
| 1.    | John Cregan     | Stany Zjednoczone | 2:03,0   | Q     |
| 2.    | John Bray       | Stany Zjednoczone | (2:03,9) | Q     |
| 3.    | Harvey Lord     | Stany Zjednoczone | (2:04,5) |       |
| 4.-5. | Edward Mechling | Stany Zjednoczone | nieznany |       |
| 4.-5. | Ondřej Pukl     | Królestwo Czech   | nieznany |       |

Cregan wyprzedził Braya o 6 jardów, a ten Lorda o 4 jardy.

## Finał
| Poz.   | Zawodnik      | Kraj              | Wynik    | Uwagi |
| ------ | ------------- | ----------------- | -------- | ----- |
| złoto  | Alfred Tysoe  | Wielka Brytania   | 2:01,2   |       |
| srebro | John Cregan   | Stany Zjednoczone | 2:03,0   |       |
| brąz   | David Hall    | Stany Zjednoczone | (2:03,8) |       |
| 4.     | Henri Deloge  | Francja           | nieznany |       |
| 5.     | Zoltán Speidl | Węgry             | nieznany |       |
| 6.     | John Bray     | Stany Zjednoczone | nieznany |       |

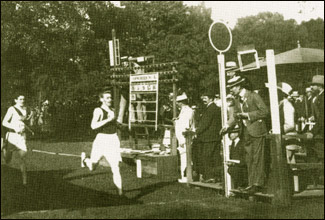
Tysoe (z prawej) zdobywa mistrzostwo olimpijskie na 800 m przed Creganem

Pierwsze okrążenie poprowadził Francuz Deloge, ale na początku drugiego został wyprzedzony przez Tysoe i Cregana, a na ostatniej prostej przez Halla. Na mecie Tysoe wyprzedził Cregana o 3 jardy, a Halla o 8 jardów.